# Lophiodon
Genre
Taxons de rang inférieur
- voir texte

Lophiodon est un genre éteint de mammifères herbivores, proche de nos actuels tapirs. Il appartient à la famille des Lophiodontidae et à la sous-famille des Lophiodontinae. Ses fossiles ont été découverts en Europe et remontent à l'Éocène, du Lutétien au Priabonien, soit il y a environ entre 47,8 et 33,9 millions d'années.
Il est très proche du genre Eolophiodon.

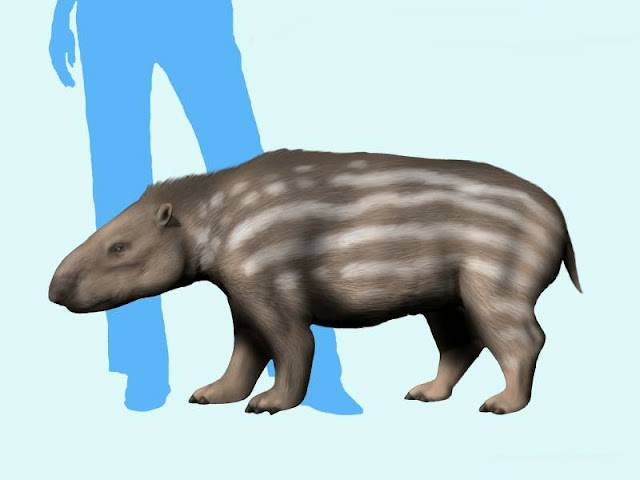

## Liste des espèces

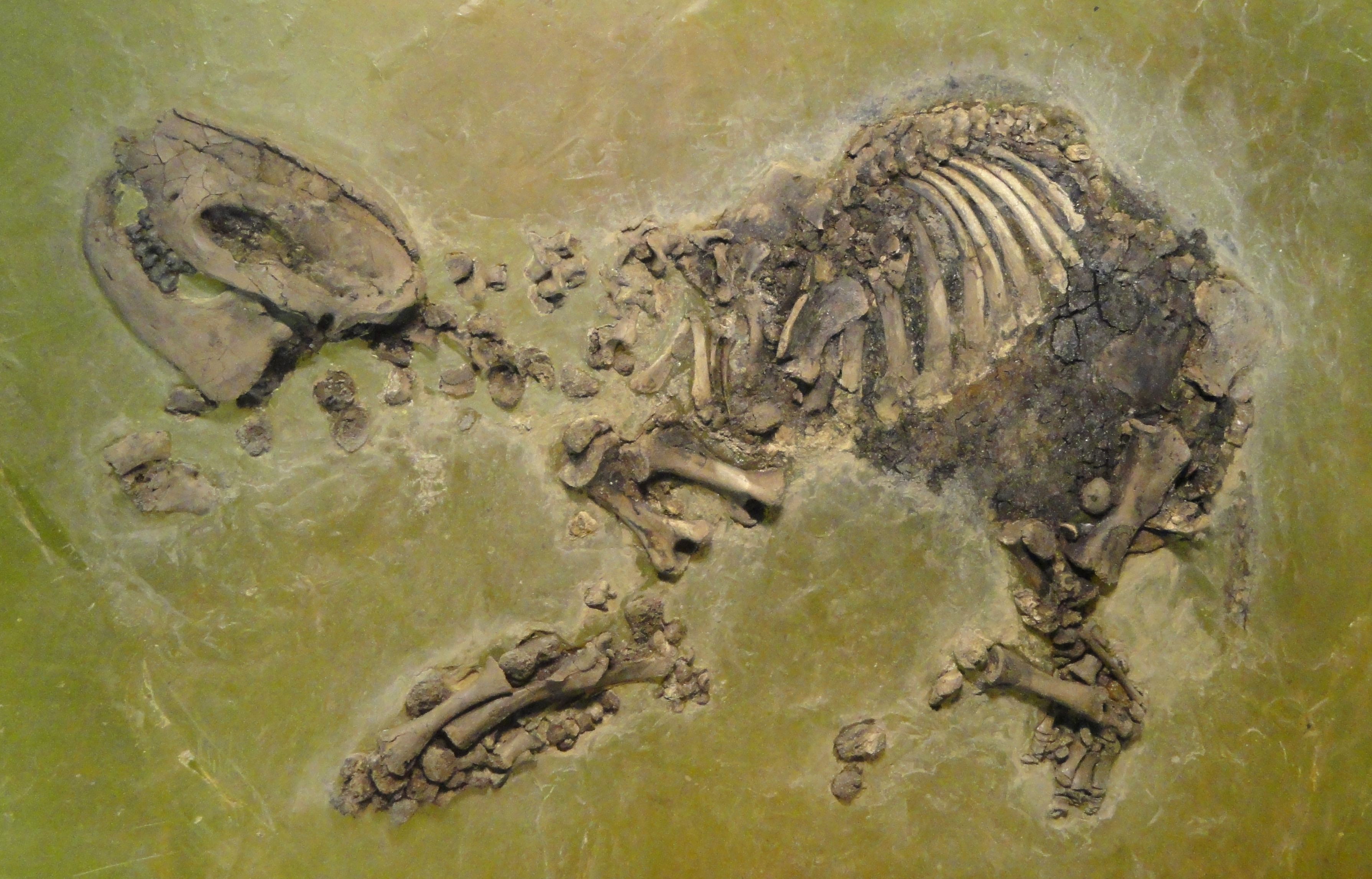
Squelette fossile de Lophiodon sp. au muséum Senckenberg de Francfort-sur-le-Main.

De très nombreuses espèces ont été décrites :
- † Lophiodon ballardi
- † Lophiodon buchsowillanum
- † Lophiodon cuvieri
- † Lophiodon eygalayense
- † Lophiodon filholi
- † Lophiodon isselense
- † Lophiodon lautricense
- † Lophiodon leptorhynchum
- † Lophiodon parisiense
- † Lophiodon parvulum
- † Lophiodon remensis
- † Lophiodon rhinocerodes
- † Lophiodon sardus
- † Lophiodon tapirotherium (espèce type)
- † Lophiodon thomasi